# 뒤뜰

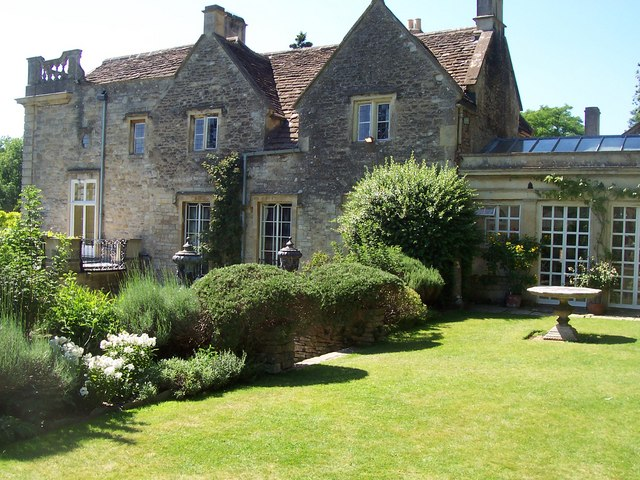

뒤뜰(backyard, 영국 영어: back garden) 또는 뒷마당은 서구 세계의 교외 개발에서 흔히 볼 수 있는 집 뒷편의 마당이다.
이는 일반적으로 건물 뒤쪽, 앞뜰과 집 반대편에 위치한 주거용 정원이다. 서양의 정원은 거의 보편적으로 식물을 기반으로 하지만, 식물을 드물게 사용하거나 전혀 사용하지 않을 수도 있다.

## 들어가는 물품
- 바비큐
- 건축물(헛간, 가금축산, 개집, 차고, 측간, 사우나, 광, 공방 등)
- 퇴비칸
- 울타리
- 정원
- 놀이터(사장 (놀이), 미끄럼틀, 그네 등)
- 재생 가능 에너지(태양 전지판, 풍차 등)
- 사장 (놀이)
- 수영장
- 그네
- 해먹
- 탈것
- 쓰레기통

## 같이 보기
- 퇴비
- 토법고로
- 앞뜰
- 마당 (땅)